# Ceratopetalum succirubrum
Ceratopetalum succirubrum är en tvåhjärtbladig växtart som beskrevs av Cyril Tenison White. Ceratopetalum succirubrum ingår i släktet Ceratopetalum och familjen Cunoniaceae. Inga underarter finns listade i Catalogue of Life.